# Arctia else
Arctia else là một loài bướm đêm thuộc phân họ Arctiinae, họ Erebidae.